# Station Lille-Porte-de-Douai
Station Lille-Porte-de-Douai is een spoorwegstation in de Franse stad Rijsel, gelegen aan de spoorlijn tussen Rijsel en Doornik.

## Treindienst
| Serie | Treinsoort | Route                                                          | Bijzonderheden |
| ----- | ---------- | -------------------------------------------------------------- | -------------- |
| C 50  | TER (SNCF) | Lille-Flandres – Lille-Porte-de-Douai – Don-Sainghin – Béthune |                |
| C 51  | TER (SNCF) | Lille-Flandres – Lille-Porte-de-Douai – Don-Sainghin – Lens    |                |